# ナースキャップ
ナースキャップ (nurse's cap, nursing cap) は、看護師が勤務中にかぶる帽子。看護帽ともいう。

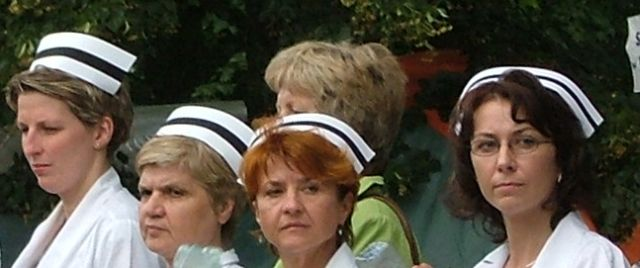
ナースキャップ

## 概要
ナースキャップは、主に女性看護師がかぶるものを言うが、男性看護師の頭全体を覆う帽子もナースキャップと呼ぶ場合もある。
起源は修道女のかぶるベールがその原型で、動きやすく短くなったものだとされる。
白色が多いが、他にもユニフォームの色に合わせてピンク、水色などがある。キャップに記されたラインの数で看護師の役職を示すことがある。
看護学生が病棟実習に出る前に看護師としての意識を高めるため、このナースキャップをかぶる「戴帽式」というセレモニーがあり、看護師の象徴ととらえられている。
歯科衛生士もかぶることもある。

## 看護の象徴としてのナースキャップ
病棟のナースステーションの看板やベッドの枕元のナースコールボタン、健康診断や健康相談窓口の案内、看護師募集の求人案内等において、ナースキャップをデザイン化したイラストが用いられることも多い。

## ナースキャップの構造とかぶり方
ナースキャップは白衣と統一感のある素材、生地でつくられており、T型を基本にした形をしている。それを看護師が立体的に折りたたんで用いる。
ナースキャップの形を維持するために、洗濯糊を付けてアイロンがけをする場合が多い。
ナースキャップは、髪にピンで止められる。ピンは白いものが用いられる場合が多い。
日本の看護師の場合、後ろ髪を束ねてキャップの中に入れるように指導されていることが多く、前髪は垂らす場合と、左右に分けて後ろ髪とともにまとめる場合もある。

## ナースキャップの廃止
男性看護師が増えたことや、汚染されたナースキャップが院内感染の原因となる可能性が示唆されたことから、2000年代前半ごろから着用しない医療機関が出てきた。
ナースキャップの廃止は、大学病院がその発端といわれている。アメリカ合衆国では、早くからナースキャップを廃止した。理由は看護師の地位向上といわれている。
ナースキャップの着用はほとんどの医療機関で廃止されているが、儀礼としての戴帽式は2024年現在も続けられている。